# Baldus de Ubaldis
Baldus de Ubaldis, italijanski pravnik, * 1327, Perugia, † 1400.
- Commentaria in digestum vetus, 1549.
- In usus feudorum commentaria, 1580
- Consiliorum, siue responsorum, 1575